# Tetracera portobellensis
Tetracera portobellensis är en tvåhjärtbladig växtart som beskrevs av Pehr Johan Beurling. Tetracera portobellensis ingår i släktet Tetracera och familjen Dilleniaceae. Inga underarter finns listade i Catalogue of Life.